# Бівер Тауншип (округ Кроуфорд, Пенсільванія)
Бівер Тауншип (англ. Beaver Township) — селище (англ. township) в США, в окрузі Кроуфорд штату Пенсільванія. Населення — 788 осіб (2020).

## Демографія
Згідно з переписом 2010 року, у селищі мешкали 902 особи в 316 домогосподарствах у складі 248 родин. Було 380 помешкань
Расовий склад населення:
| - 97,9 % — білих - 0,8 % — чорних або афроамериканців |

До двох чи більше рас належало 1,2 %. Частка іспаномовних становила 0,3 % від усіх жителів.
За віковим діапазоном населення розподілялося таким чином: 27,3 % — особи молодші 18 років, 60,5 % — особи у віці 18—64 років, 12,2 % — особи у віці 65 років та старші. Медіана віку мешканця становила 38,9 року. На 100 осіб жіночої статі у селищі припадало 103,6 чоловіків;  на 100 жінок у віці від 18 років та старших — 100,0 чоловіків також старших 18 років.
Середній дохід на одне домашнє господарство  становив 51 863 долари США (медіана — 47 143), а середній дохід на одну сім'ю — 54 779 доларів (медіана — 50 625). За межею бідності перебувало 22,5 % осіб, у тому числі 41,8 % дітей у віці до 18 років та 21,1 % осіб у віці 65 років та старших.
Цивільне працевлаштоване населення становило 432 особи. Основні галузі зайнятості: освіта, охорона здоров'я та соціальна допомога — 20,8 %, роздрібна торгівля — 20,4 %, виробництво — 16,4 %.